# شينيا هاشيموتو
شينيا هاشيموتو (باليابانية: 橋本真也؛ بالكانا: はしもと しんや) هو مصارع محترف ومؤدي صوت وممثل ياباني، ولد في 3 يوليو 1965 في توكي في اليابان، وتوفي في 11 يوليو 2005 في طوكيو (اليابان) في اليابان بسبب أم الدم داخل القحف. من الجوائز التي نالها قاعة مشاهير ريسلينغ أوبسيرفر.

## جوائز
- قاعة مشاهير ريسلينغ أوبسيرفر

## وصلات خارجية
- شينيا هاشيموتو على موقع IMDb (الإنجليزية)
- شينيا هاشيموتو على موقع قاعدة بيانات الفيلم (الإنجليزية)

- شينيا هاشيموتو على موقع WrestlingData.com (الإنجليزية)
- شينيا هاشيموتو على موقع CageMatch worker (الإنجليزية)
- شينيا هاشيموتو على موقع قاعدة بيانات المصارعة على الإنترنت (الإنجليزية)
- شينيا هاشيموتو على موقع عالم المصارعة على الإنترنت (الإنجليزية)